# Doctor Strange (film, 2007)
A Doctor Strange (eredeti cím: Doctor Strange: The Sorcerer Supreme) 2007-ben bemutatott amerikai animációs film a Marvel Comics hasonló nevű karaktere alapján. A filmet Patrick Archibald, Jay Oliva, Dick Sebast és Frank Paur rendezte, a forgatókönyvet Greg Johnson és Craig Kyle írta, a zenét pedig Guy Michelmore szerezte. A történet egy híres sebészről, Stephen Strange-ről szól, akinek egy baleset következtében megsérülnek a kezén lévő idegei, így pedig nem műthet többé. A kétségbeesett orvosnak végül tibeti varázslók nyújtanak segítséget, akik a gyógyulásért cserébe tanítványukká fogadják őt. Az eredeti szinkronhangok közt megtalálható Bryce Johnson, Kevin Michael Richardson, Jonathan Adams, Fred Tatasciore és Josh Keaton.
Az Amerikai Egyesült Államokban 2007. augusztus 14-én jelent meg DVD-n, Magyarországon a Budapest Film adta ki 2010. február 18-án.

## Cselekmény
A film elején Mordo báró és egy csapatnyi mágus egy más világból származó, emberevő fenevadat üldöz, ami a csatornából került elő. A lényt hosszas üldözés után egy építkezési területen sikerül megölniük, azonban összecsapásuknak szemtanúja lesz véletlenül az ütközet közben arra autózó orvos Stephen Strange is, aki akkor még nem foglalkozik a dologgal.
Strange a közeli kórház sztárorvosa, az egyik legjobb agysebész, azonban legalább ennyire arrogáns is: csak az igazán pénzes betegekkel foglalkozik. Egy nap azonban volt szerelméhez, Gina Atwaterhez kényszerül lemenni, akinek osztályán egy tucat kómába zuhant gyerek fekszik, akiknek furcsa dolog történtek az agyukkal. A gyerekek kómába esésük előtt furcsa rémálmot látnak egy lángoló fejjel, és mikor az egyik gyerek hirtelen felriad és Stranghez ér az is megtapasztalja ezt – ám teljesen tanácstalan, ezért otthagyja őket. Később, a hazavezető úton ismét látomásai lesznek a rémálommal kapcsolatban, amik hatására a kocsija kisodródik az útról és súlyos balesetet szenved.
3 nappal a baleset után Strange egy kórházban ébred, ahol szörnyű hírrel szembesül: a kezén lévő idegek súlyosan megsérültek, ennek köszönhetően nem tud többé műteni, valamint több más feladat ellátásra is alkalmatlan lett. Strange minden vagyonát arra próbálja felhasználni, hogy rendbehozza magát, ám sehol se látja a segítséget. Az összeomlott és egyre szegényebb Strange már az öngyilkossággal próbálkozik amikor felbukkan egy Wong nevű férfi – egyike azon varázslóknak, akiket korábban a kocsijából látott -, és segítséget kínál. Wong egy térképet ad Strange-nek egy Tibetben lévő szentélyhez, ahova Gina segítségével sikerül is eljutnia. Hosszas és nehéz út után végül elérkezik a szentélyhez, ahol Wong már várta őt.
A helyen egy ősi lénnyel, a Kiválasztottal találkozik, aki szállást ad neki és a mágia segítségével történő gyógyulást is. Strange belemegy dologba, ám nem jár túl sok eredménnyel, mivel húga halála beárnyékolja életét: azért lett orvos, hogy őt megmentse, ám nem tudta. A Kiválasztott szerint a kulcs az, ha Strange „elfogadja az elfogadhatatlant”, vagyis hogy nem az ő hibája volt, és sikerüljön túllépnie rajta. Strange minden erejével azon van, hogy ezt megtegye, ezalatt pedig a Kiválasztott megtanítja neki a varázslás valódi mivoltát.
Ezalatt a korábbihoz hasonló, másvilági lények indulnak a Szentség nevű hely felé hogy kiszabadítsák mesterüket, Dormammut – azt a lényt, akit Strange a látomásaiban látott. Mordo a Kiválasztott tiltása ellenére két csapattal odamegy, és sikerül is legyőzniük őket, ám ez sok áldozatot követelt. A Kiválasztott szemrehányást tesz Mordonak, aki annak betegeskedése miatt már egy ideje át akarja venni a helyét. A Kiválasztott azonban a pozícióját Strange-nek szánja, aki előbb Mordo, majd Wong segítségével végül megtanul harcolni a mágia segítségével.
Strange és a többi mágus a Kiválasztottal elmegy a Szentségbe, ahol egy minden világot összekötő átjáró van – ezt akarja megszerezni Dormammu, a sötét világ ura, aki így minden világ ura lehetne. A lényt azonban már jó ideje csapdába zárták, és nem tud kitörni – ám meglátva őt Strange-nek eszébe jutnak a gyerekek a kórházban, így kiderül, hogy az ő álmaikon át próbál Dormammu átjutni a világukba. Strange megpróbálja az összes gyereket kiszabadítani, ám Mordo titokban összefog Dormammuval és leállítja Strange-et, mielőtt az megtehetné. Ezalatt a Kiválasztott maradék erejét felhasználva megállítja Dormammu legerősebb még élő szolgáját, ám ekkor felbukkan Mordo és végez vele.
A Kiválasztott halála után Strange megkapja a Kiválasztott által őrzött ereklyét, Agamoto szemét, majd Wonggal együtt legyőzik Mordót. Az áruló mágussal való harc alatt azonban Dormammu átérkezik a világba, magába olvasztja a csalódást okozott Mordót, majd a szemet ellopva a Szentség felé indul, ahol megnyitja az átjárót a saját világából. Strange azonban Dormammu ellen fordítja annak saját erejét, majd Agamoto szemét visszaszerzi és az ellenfél erejét belé szippantja – ezzel végezve vele. Ezután Strange köszönetet mond Ginának annak álmában, virágot visz a húga sírjához, majd Wonggal megkezdik az új mágusjelöltek kiképzését.

## Szereplők
| Szereplő            | Eredeti hang             | Magyar hang     |
| ------------------- | ------------------------ | --------------- |
| Dr. Stephen Strange | Bryce Johnson            | Dolmány Attila  |
| Wong                | Paul Nakauchi            | Bardóczy Attila |
| Mordo               | Kevin Michael Richardson | Láng Balázs     |
| Kiválasztott        | Michael Yama             | Versényi László |
| Dr. Gina Atwater    | Pauline Little           | Mezei Kitty     |
| Dormammu            | Jonathan Adams           |                 |
| April Strange       | Tara Strong              |                 |
| Lucy                | Tara Strong              |                 |
| Oliver              | Fred Tatasciore          | Kajtár Róbert   |
| Ajtónálló           | Fred Tatasciore          |                 |
| Mágus               | Fred Tatasciore          |                 |

## Magyar változat
- Magyar szöveg: Szojka László
- Hangmérnök: Pap Krisztián
- Vágó: Wünsch Attila
- Gyártásvezető: Bogdán Anikó
- Rendezőasszisztens: Kövécs Balázs
- Szinkronrendező: Gellén Attila
- Produkciós vezető: Földi Tamás
- További magyar hangok: Papucsek Vilmos, Gazdik Katalin, Hamvas Dániel, Balogh Cecília, Berkes Boglárka, Fellegi Lénárd, Garamszegi Gábor, Gubányi György István, Kiss Anikó, Sörös Miklós, Stern Dániel, Tóth Szilvia.

A szinkron a Budapest Film megbízásából az Aktív Kommunikációs Kft. Szú György műtermében készült 2010-ben.